# Карлово (Сохачевський повіт)
Карлово (пол. Karłowo) — село в Польщі, у гміні Ілув Сохачевського повіту Мазовецького воєводства.
Населення — 125 осіб (2011).
У 1975-1998 роках село належало до Плоцького воєводства.

## Демографія
Демографічна структура станом на 31 березня 2011 року:
|          | Загалом | Допрацездатний вік | Працездатний вік | Постпрацездатний вік |
| -------- | ------- | ------------------ | ---------------- | -------------------- |
| Чоловіки | 68      | 17                 | 43               | 8                    |
| Жінки    | 57      | 9                  | 33               | 15                   |
| Разом    | 125     | 26                 | 76               | 23                   |